# Léon Mougeot

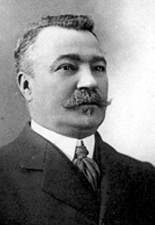
Léon Mougeot

Léon Paul Gabriel Mougeot (* 10. November 1857 in Montigny-le-Roi, Département Haute-Marne; † 25. Oktober 1928 in Rochevilliers, Département Haute-Marne) war ein französischer Jurist und Politiker, der unter anderem zwischen 1893 und 1908 Mitglied der Abgeordnetenkammer (Chambre des députés) sowie von 1908 bis 1920 Mitglied des Senats (Sénat) war. Er fungierte ferner zwischen 1902 und 1905 als Landwirtschaftsminister im Kabinett Combes.

## Leben

### Rechtsanwalt, Abgeordneter und Unterstaatssekretär

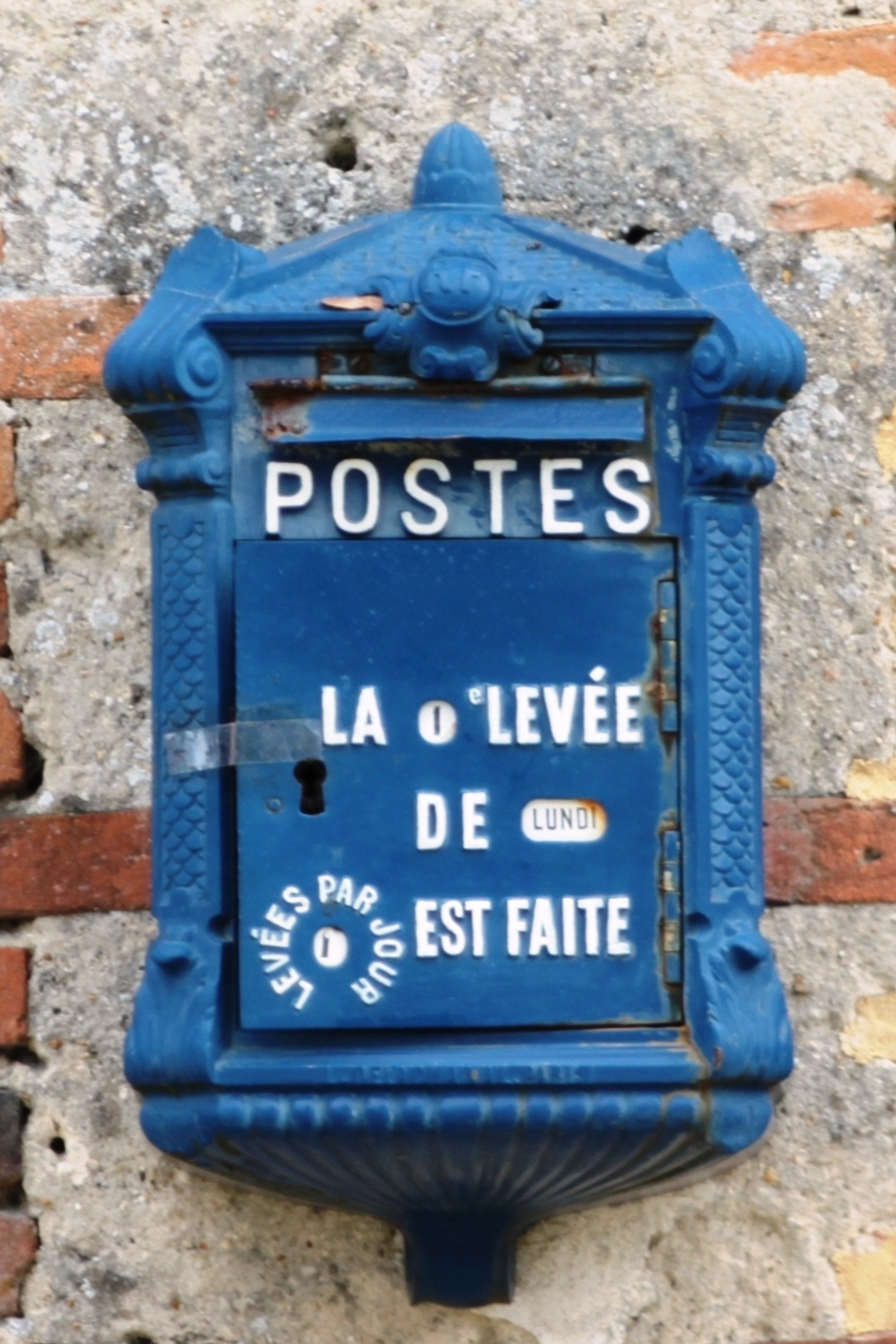
Per Dekret von 1899 führte er das von Savana Delachanal entworfene zunächst grün-bronzefarbene, dann 1905 blau bemalte Briefkasten-Modell ein, das dem Postboten erlaubte, die täglichen Rundgänge anzuzeigen und das nach ihm den Spitznamen „Mougeotte“ trug.

Léon Paul Gabriel Mougeot besuchte das Lycée de Chaumont sowie das Lycée de Nancy und begann daraufhin ein Studium der Rechtswissenschaften an der Universität Dijon sowie der Universität von Paris. Nach deren Abschluss erhielt er 1881 seine Zulassung als Rechtsanwalt bei der Anwaltskammer (barreau) von Langres. 1884 begann er seine politische Laufbahn in der Kommunalpolitik als Mitglied des Gemeinderates von Langres, dessen Bürgermeister er zwischen 1888 und 1890 war. 1889 wurde er zudem für den Kanton Langres Mitglied des Generalrates (Conseil général) des Département Haute-Marne und einige Jahre später Präsident des Generalrates.
Bei den Wahlen vom 20. August 1893 wurde Mougeot als Kandidat der Republikaner im ersten Wahlgang für das Arrondissement Langres erstmals Mitglied der Abgeordnetenkammer (Chambre des députés) und konnte sich mit 11.631 Stimmen gegen den Kandidaten der Konservativen durchsetzen, auf den 9.875 Wählerstimmen entfielen. Zu Beginn seiner Parlamentszugehörigkeit war er Sekretär der Fraktion der Progressiven Linken (gauche progressiste) und befasste ich insbesondere mit Fragen der landwirtschaftlichen Versicherungsvereine auf Gegenseitigkeit sowie mit Justizreformen. Zuletzt war er zwischen 1896 und 1898 Sekretär der Abgeordnetenkammer.
Mougeot wurde bei den Wahlen am 8. Mai 1898 mit 14.292 Stimmen wiederum zum Abgeordneten gewählt und erreichte damit 62 Prozent der 23.053 Wählerstimmen. Am 5. Juli 1898 übernahm er im zweiten Kabinett Brisson das Amt als Unterstaatssekretär für Post und Telegrafie (Sous-secrétaire d’Etat aux Postes et Télégraphes) und hatte dieses bis zum 7. Juni 1902 auch im vierten Kabinett Dupuy (1. November 1898 bis 18. Februar 1899), im  fünften Kabinett Dupuy (18. Februar 1899 bis 22. Juni 1899) sowie im Kabinett Waldeck-Rousseau (22. Juni 1899 bis 7. Juni 1902) inne. In dieser Funktion arbeitete er an der Einrichtung des Telefonnetzes. Per Dekret von 1899 führte er das von Savana Delachanal entworfene zunächst grün-bronzefarbene, dann 1905 blau bemalte Briefkasten-Modell ein, das dem Postboten erlaubte, die täglichen Rundgänge anzuzeigen und das nach ihm den Spitznamen „Mougeotte“ trug.

### Landwirtschaftsminister und Senator

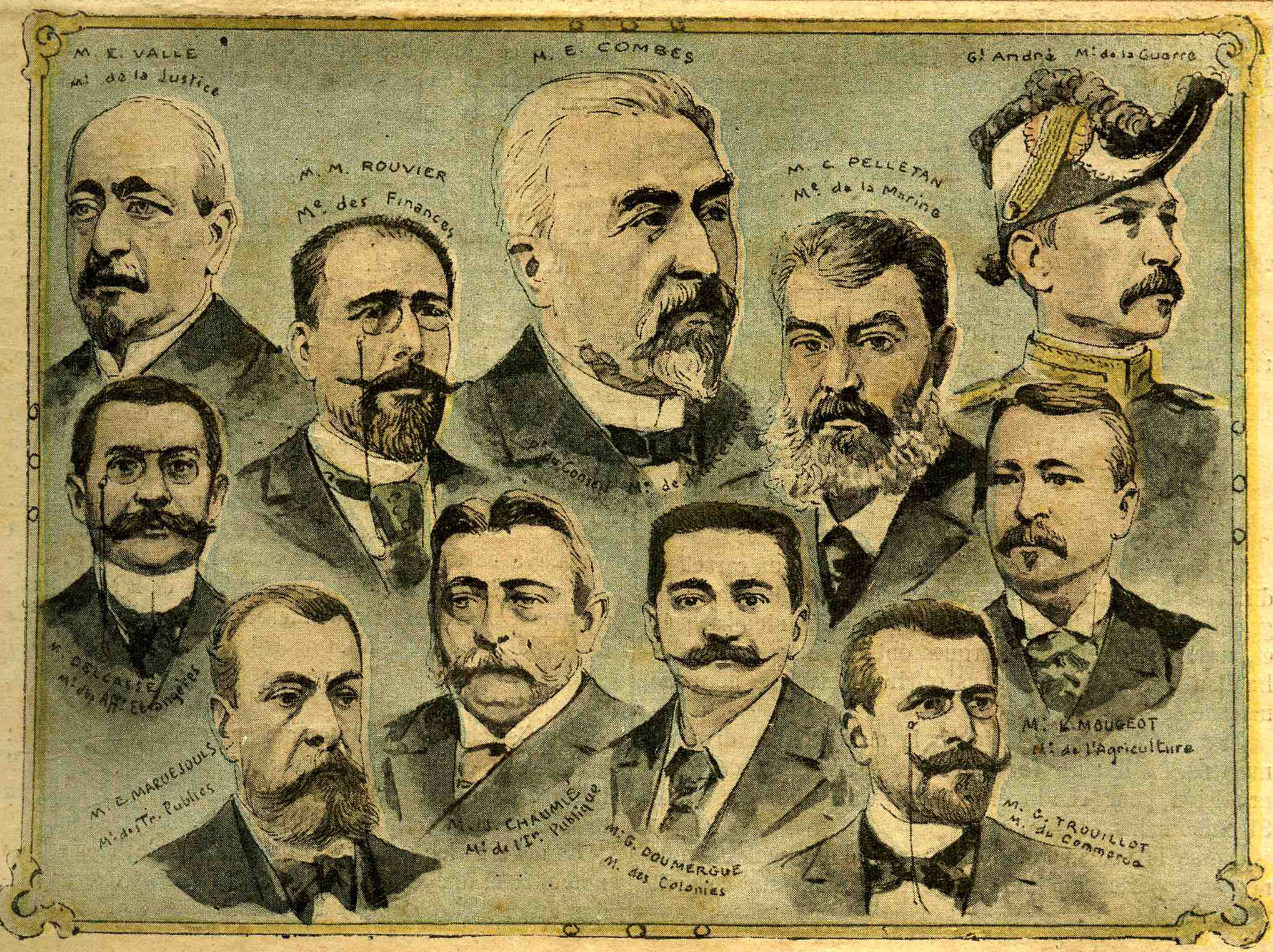
Das Kabinett Combes (1902)

Bei den Wahlen vom 27. April 1902 wurde er für die Radikale Linke (Gauche radicale) mit 12.789 Stimmen wiedergewählt, wodurch er dieses Mal 57,6 Prozent der 22.221 Wählerstimmen erhielt. Daraufhin wurde er am 7. Juni 1902 als Landwirtschaftsminister (Ministre de l’Agriculture) in das Kabinett Combes berufen und bekleidete dieses Amt bis zum 24. Januar 1905. Als Landwirtschaftsminister verfolgte er die Umsetzung einer entschieden protektionistischen Politik.
Zuletzt wurde Mougeot bei den Wahlen am 6. Mai 1906 für die Gauche radicale noch einmal zum Mitglied der Abgeordnetenkammer gewählt und kam dieses Mal mit 13.020 Stimmen auf 59,7 Prozent der 21.813 Wählerstimmen. Er war Generalberichterstatter des Haushaltsausschusses (Commission du budget) für die Haushaltsjahre 1907 sowie 1908 und fungierte 1908 als Vizepräsident der Abgeordnetenkammer. Am 9. August 1908 verzichtete er auf sein Abgeordnetenmandat, nachdem er eine Woche zuvor am 2. August 1908 mit 514 der 741 Stimmen des Wahlmännerkollegiums für das Département Haute-Marne zum Mitglied des Senats (Sénat) gewählt worden war. Am 23. Dezember 1908 wurde er in den Senat aufgenommen und schloss sich der Fraktion der Demokratischen Linken an. In den folgenden Jahren war er Berichterstatter für die Armee-, Rechts- und Finanzausschüsse. Er verzichtete auf eine erneute Kandidatur bei den Wahlen 1920 und schied damit am 10. Januar 1920 nach mehr als 26 Jahren aus dem Parlament aus. Er wurde reich und war ein bedeutender Kolonialgrundbesitzer im Protektorat Tunesien, wo er den Spitznamen „Le Seigneur Mougeot“ erhielt. Er engagierte sich zudem in der Freimaurerei.